# Irina Moisiejewa
Irina Walentinowna Moisiejewa, po mężu Minienkowa ros. Ирина Валентиновна Моисеева-Миненкова (ur. 3 lipca 1955 w Moskwie) – rosyjska łyżwiarka figurowa, startująca w parach tanecznych z mężem Andriejem Minienkowem. Wicemistrzyni olimpijska z Innsbrucka (1976), brązowa medalistka olimpijska z Lake Placid (1980), dwukrotna mistrzyni świata (1975, 1977), dwukrotna mistrzyni Europy (1977, 1978) oraz mistrzyni Związku Radzieckiego (1977). 
W 1977 roku Moisiejewa wyszła za mąż za swojego partnera sportowego Andrieja Minienkowa. Kibice i media nadali im przydomki Mi i Mo. Małżeństwo zakończyło karierę sportową w 1983 roku, gdy Irina zaszła w ciążę. W tym samym roku na świat przyszła ich córka Jelena. W późniejszych latach Moisiejewa rozpoczęła pracę jako trenerka młodych łyżwiarzy na moskiewskim lodowisku.

## Osiągnięcia
Z Andriejem Minienkowem
| Zawody                     | 69–70          | 70–71          | 71–70          | 72–73          | 73–74          | 74–75          | 75–76          | 76–77          | 77–78          | 78–79          | 79–80          | 80–81          | 81–82          |                |                |                |                |
| Międzynarodowe             | Międzynarodowe | Międzynarodowe | Międzynarodowe | Międzynarodowe | Międzynarodowe | Międzynarodowe | Międzynarodowe | Międzynarodowe | Międzynarodowe | Międzynarodowe | Międzynarodowe | Międzynarodowe | Międzynarodowe | Międzynarodowe | Międzynarodowe | Międzynarodowe | Międzynarodowe |
| -------------------------- | -------------- | -------------- | -------------- | -------------- | -------------- | -------------- | -------------- | -------------- | -------------- | -------------- | -------------- | -------------- | -------------- | -------------- | -------------- | -------------- | -------------- |
| Igrzyska olimpijskie       |                |                |                |                |                |                | 2              |                |                |                | 3              |                |                |                |                |                |                |
| Mistrzostwa świata         |                |                |                | 7              | 4              | 1              | 2              | 1              | 2              | 3              | 3              | 2              | 3              |                |                |                |                |
| Mistrzostwa Europy         |                |                |                | 7              | 5              | 4              | 2              | 1              | 1              | 2              | 3              | 2              | 3              |                |                |                |                |
| NHK Trophy                 |                |                |                |                |                |                |                |                |                |                | 1              |                |                |                |                |                |                |
| Prize of Moscow News       |                | 6              |                | 2              | 2              | 2              |                | 1              |                | 1              |                |                | 2              |                |                |                |                |
| Skate Canada International |                |                |                |                | 3              | 1              |                |                |                |                |                |                |                |                |                |                |                |
| Krajowe                    |                |                |                |                |                |                |                |                |                |                |                |                |                |                |                |                |                |
| Mistrzostwa ZSRR           | 5              | 4              | 3              | 3              | 2              | 3              | 2              | 1              |                | 2              |                | 2              | 2              |                |                |                |                |

## Nagrody i odznaczenia
- Światowa Galeria Sławy Łyżwiarstwa Figurowego – 2018[5]